# エデントスクス
エデントスクス（学名：Edentosuchus）は、 ワニ形上目プロトスクス科に属する絶滅した偽鰐類の属。化石は中華人民共和国新疆ウイグル自治区のジュンガリアに分布する下部白亜系のTugulu層群から産出している。2個の部分的な頭蓋骨と複数の頸椎が知られている。関節した部分的な体骨格も本属のものである可能性があるが、既知の範囲内のエデントスクスの標本に重複する部位が存在していないため、断定はできない。

## 研究史
エデントスクスは1973年に楊鍾健 (Yang Zhongjian, C.C.Young) によって記載されており、ホロタイプ標本は中国科学院古脊椎動物古人類学研究所に所蔵された部分的頭蓋骨と頸椎からなるIVPP V 3236である。タイプ種はE. tienshanensis。2000年に実施されたロサンゼルス自然史博物館と中国地質博物館の合同遠征ではもう1個の部分的頭蓋骨が発見されている。楊(1973)は原鰐類の下位分類群としてエデントスクス科を設立し本属をエデントスクス科に分類したが、後にPol et al. (2004)は新標本を用いて本属をプロトスクス科に分類した。

## 特徴
エデントスクスの歯は異歯性を示す。上顎において、前上顎骨歯が円錐形で、上顎骨歯のうち最初の2本が3個の咬頭を持ち、続く2本の上顎骨歯が多数の小型の咬頭を持ち、5番目と最後側の歯が小型の咬頭を伴う球根状で他より大型の歯となる。下顎では、左右それぞれに生えた9本の歯のうちいくつかが小型の咬頭を持つが、2番目の歯は顕著に大型化している。頭蓋骨は小型で、吻部が短くかつ比較的狭く、後側が広がっていた。

## 系統と古環境
Adams (2013)の系統樹によれば、エデントスクスはディボスロスクスやテレストリスクスよりも派生的であり、ワニ形上目のClocodyliformesのうちプロトスクスやヘミプロトスクスなどと共に分岐群を構築している。エデントスクスは季節的な乾燥を伴う温暖な氾濫原に生息していた。共存した生物にはカメや、ズンガリプテルス科の翼竜、獣脚類、竜脚類、剣竜類、プシッタコサウルス科、鳥脚類の恐竜がいた。